# Moelv
Moelv is een plaats in de Noorse gemeente Ringsaker, fylke Innlandet. Moelv telt 4.097 inwoners (2007) en heeft een oppervlakte van 4,36 km².
Gelegen aan de oevers van het meer Mjøsa aan de monding van de rivier de Moelva wordt de stad begrensd door groene, beboste heuvels.